# Det är något som inte stämmer
Det är något som inte stämmer är en svensk roman av Martina Haag från 2015. Boken blev utsedd till "Årets bok" under Bokmässan i Göteborg 2016.
Boken handlar om Haags alter ego Petra som upptäcker att hennes make under en längre tid har varit otrogen.